# Михайловская церковь при Александровской больнице
Михайловская церковь при Александровской больнице — православный храм в Печерском районе Киева, расположенный на территории Александровской больницы. Церковь была разрушена в 1930-х годах, в 2002 году отстроена заново. Освящена во имя святителя Михаила, митрополита Киевского.

## История
Церковь основал на личные деньги меценат Михаил Дегтерёв, который впоследствии стал её старостой. Строительство было поручено архитектору Владимиру Николаеву. 18 марта 1893 Киевская Дума рассмотрела обращение о строительстве церкви. Освящение церкви прошло 18 июня 1895 года. Дегтерёв умер 21 декабря 1898 (2 января 1899) года и был погребён в церкви. После восстановления церкви, его могила располагается в крипте.
Изначально церковь имела один купол, а в 1901 году к ней была пристроена колокольня, тоже по проекту архитектора Владимира Николаева.
При церкви основали благотворительное общество для помощи больным, сиротам и прочим нуждающимся жителям города Киев.
В 1930 году жители Печерского района разрушили церковь до самого фундамента.
С 2000 года церковь начали восстанавливать и через два года вновь возведённый храм был освящён. С 2012 по 2017 год на базе храма и прихода действовало подворье афонского Пантелеимоновского монастыря. В 2012 г. захоронение М. Дегтерёва (1898—1899 гг.) в крипте церкви св. Михаила на территории Александровской больницы было внесено в Государственный реестр недвижимых памятников Украины местного значения (Приказ Минкультуры от 21.12.2012 № 1566) как памятник архитектуры и истории (охр. № 921/10-Кв).

## Галерея
- Общий вид храма
- Сестринство преподобномученницы Елизаветы
- Икона Богоматери с частичкой ризы
- Внутреннее убранство церкви
- Архангел Михаил на правом крыле церкви